# エルステ・グループ
エルステ・グループ（独: Erste Group Bank AG）は、オーストリア・ウィーンに本社を置く総合金融機関。オーストリア国内で「エルステ銀行」を運営するほか、チェコ・スロバキア・ハンガリー・クロアチア・セルビア・ルーマニアなど中東欧地域に子会社を持ち、銀行グループを形成している。ウィーン証券取引所・プラハ証券取引所・ブカレスト証券取引所上場企業。

## 沿革
1819年に、ウィーン郊外のLeopoldstadtで設立されたオーストリア貯蓄銀行（Erste österreichische Spar-Casse）をルーツに持つ。1938年のナチス・ドイツによるアンシュルス体制下においても「オーストリア」を社名に残し続けた数少ない組織であったが、ナチス・ドイツの戦争準備の融資に利用された。第二次世界大戦の終了と共に復興し、冷戦終了後の1997年10月、GiroCredit Bank Aktiengesellschaft der Sparkassenと合併しErste Bank der oesterreichischen Sparkassen AGとなった。同年11月にウィーン証券取引所に株式を公開、2000年2月にチェコ最大のリテール銀行であるチェコ貯蓄銀行の株式を買収、2001年にスロバキア最大の商業銀行であったSlovenská sporitel’naを買収し完全子会社化、2003年にクロアチアでErste&Steiermärkische Bank d.d.とRijecka banka d.d.を合併させることで同国3位の地位を得、2004年にハンガリーのPostabank és Takarékpénztár Rt.との合併により同国2位のリテール銀行となり、2005年にセルビアのNovosadska banka a.d.の株式の約7割を買収しエルステ銀行ノヴィ・サドとし、2006年にBCRの通称で知られるルーマニア銀行最大手のルーマニア商業銀行（Banca Comerciala Romana S.A.）の株式の93％を買収した。2008年8月、経営体制を刷新しErste Group Bank AGの名称の持株会社を設立、各部門がその傘下に入る形となった。 アセットマネジメントに関しては傘下のErste Asset Management GmbHが行っている。

## スポンサー
- エルステ・バンク・オープン - 男子プロテニスATPワールドツアー・500シリーズの一つ。
- オーストリア・アイスホッケーリーガ - オーストリアのチームを中心とするアイスホッケーリーグ。
- ウィーン国際映画祭（英語版）[3]